# Raffaella Corradini
Raffaella Corradini (Busto Arsizio, 6 giugno 1964) è una conduttrice televisiva, attrice e giornalista italiana.
Fu conduttrice televisiva in diversi programmi, in particolare rivolti ai giovani, tra il 1990 e il 1999. Dal 1999 si è ritirata dal mondo della conduzione televisiva. 
Ha co-condotto ed è stata autrice della trasmissione televisiva Unomania Magazine trasmesso da Italia Uno per entrambe le  edizioni in cui il programma è stato messo in onda (rispettivamente nel 1992 e nel 1993). In particolare oltre alla co-conduzione  della trasmissione ha condotto il siparietto/rubrica di moda all'interno del programma stesso. Nella seconda edizione, il programma è stato diviso in due momenti, il primo affidato a Federica Panicucci e il secondo condotto da lei.
In seguito ha condotto ed è stata fra gli autori del sequel della trasmissione, Unomania Estate, in onda quotidianamente su Italia 1, nel palinsesto estivo.
Nel settembre 1993 ha condotto la trasmissione speciale Sting in Concerto, in onda su Italia 1, e nello stesso anno le è stata affidata la conduzione dell'Oscar della pubblicità, trasmesso da Italia 1, e di "Speciale Toro Day", sempre sulla stessa rete.
Successivamente è stata autrice e redattrice nella trasmissione Village (contenitore giornalistico e di attualità) in onda quotidianamente su Italia 1 dal 1994 al 1996. 
Sulle reti RAI è stata conduttrice, autrice dei testi ed assistente alla regia della seconda e della quinta edizione de Il far da sé, in onda su Raitre negli anni 1992, 1994 e 1995. Ha condotto altre trasmissioni su reti nazionali e locali tra cui Viperissime su Nuova Antenna tre nel 1999 e Studio Tre ore 12:00. È stata inoltre autrice e co-conduttrice di Al lupo! Al lupo!, in onda settimanalmente su Antenna 3, in interconnessione nazionale da novembre 1994 a gennaio 1995.

## Recitazione
Nel  1986 ha recitato nella Compagnia Quelli di Grock  ne La casa di Olga e ne Il mistero delle piramidi di ghiaccio.
Successivamente Ha recitato nel Mega-Salvi Show, in onda quotidianamente su Italia 1 nel 1988, e nelle situation comedy Andy&Norman, in onda su Italia 1 nel 1992, e I-taliani, con i Trettré, in onda su Italia 1 1989. 

## Radio
Ha collaborato con la trasmissione radiofonica di Rai Radio 2 Il formicaio.

## Politica
Nel 2006 si è presentata come candidata alle elezioni comunali della sua città, Busto Arsizio, nella lista civica locale "Busto Civitas".